# Круглі числа
Круглими числами відносно деякої позиційної системи числення називають степені її основи. У цій системі числення такі числа записуються як одиниця з наступними нулями. Кількість нулів праворуч від одиниці дорівнює показнику степеня основи.

## Приклади
У десятковій системі числення круглі числа — це 1010=101, 10010=102, 100010=103, 10 00010=104, 100 00010=105, 100000010=106 і так далі.
У двійковій системі числення круглими числами є 102=210=21, 1002=410=22, 10002=810=23, 100002=1610=24, 1000002=3210=25, 10000002=6410=26 і так далі.

## Узагальнення
Іноді поняття круглого числа розширюють до всіх чисел, що є добутком базового числа (такого, яке можна записати однією цифрою) і степеня основи, наприклад, 400010=410 × 100010, 6000008=68 × 1000008, 203=23 × 103. В запису цього числа є одна ненульова цифра з лівого краю і кілька нулів праворуч від неї.
Ще ширше кругле число можна визначати як будь-яке число, кратне степеню основи системи числення, тобто достатньо наявності одного чи декількох нулів з правого краю, наприклад, 45600010=45610 × 100010, 3405=345 × 105, 1001002 = 10012 × 1002.
Незалежно від визначення, будь-яке число буде круглим у якійсь системі числення. Наприклад, число n буде круглим у системі числення з основою n:
{\displaystyle n=10_{n}}

## Психологія та соціологія
Круглі числа є «опорними точками» в ціноутворенні та переговорах. Початкова зарплата, як правило, виражається круглим числом. Ціни часто встановлюються трохи нижчими від круглих цифр, щоб уникнути психологічного бар'єру.

## Культура
Часто особливо відзначаються ювілеї, виражені круглими числами. Наприклад, п'ятдесятиріччя чи сторіччя особи або події, мільйонний відвідувач чи клієнт певного місця чи бізнесу тощо.